# Baptistenkapelle Firrel

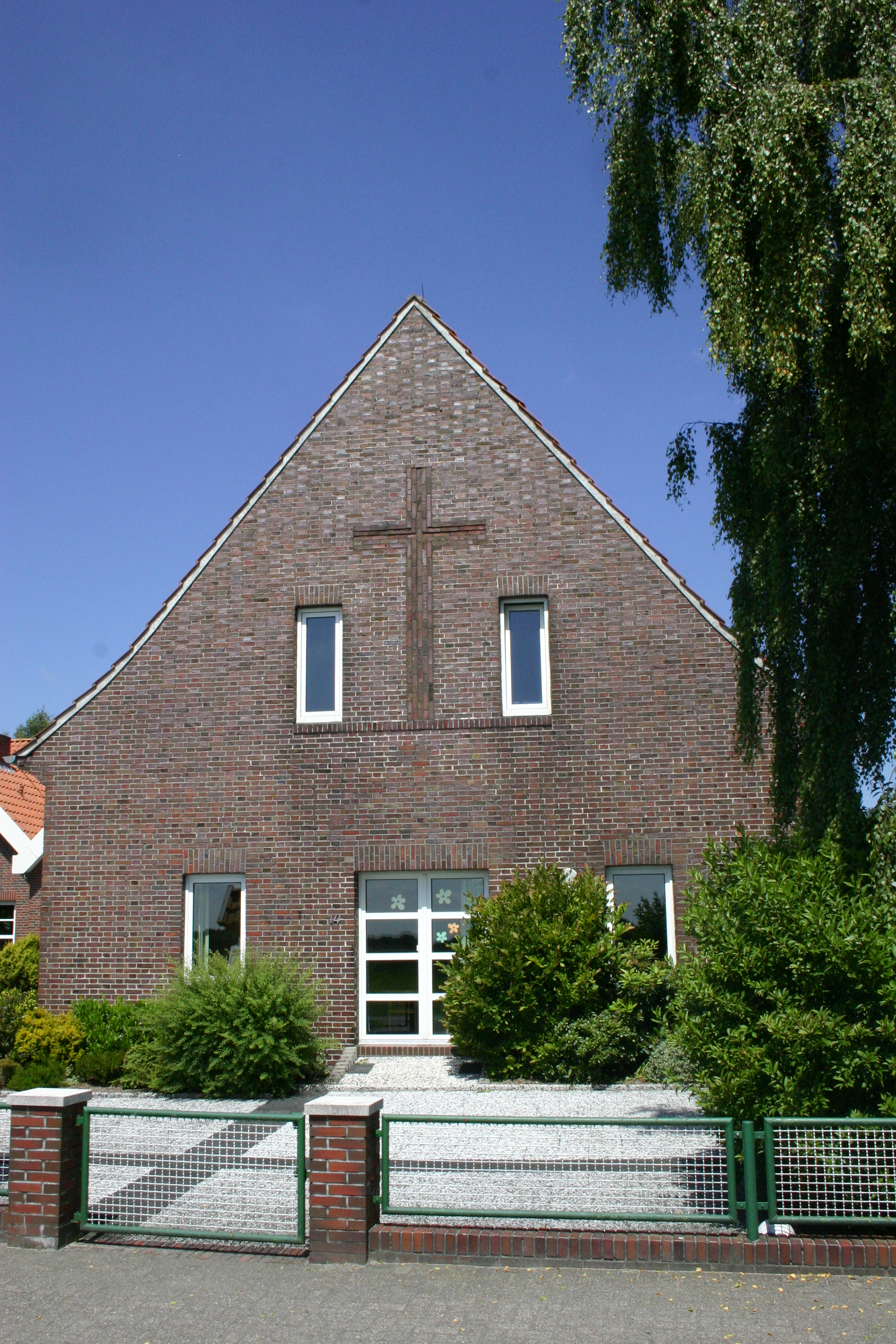
Alte Baptistenkapelle in Firrel (1936), die heute als Versammlungsraum für Gemeindefeiern dient

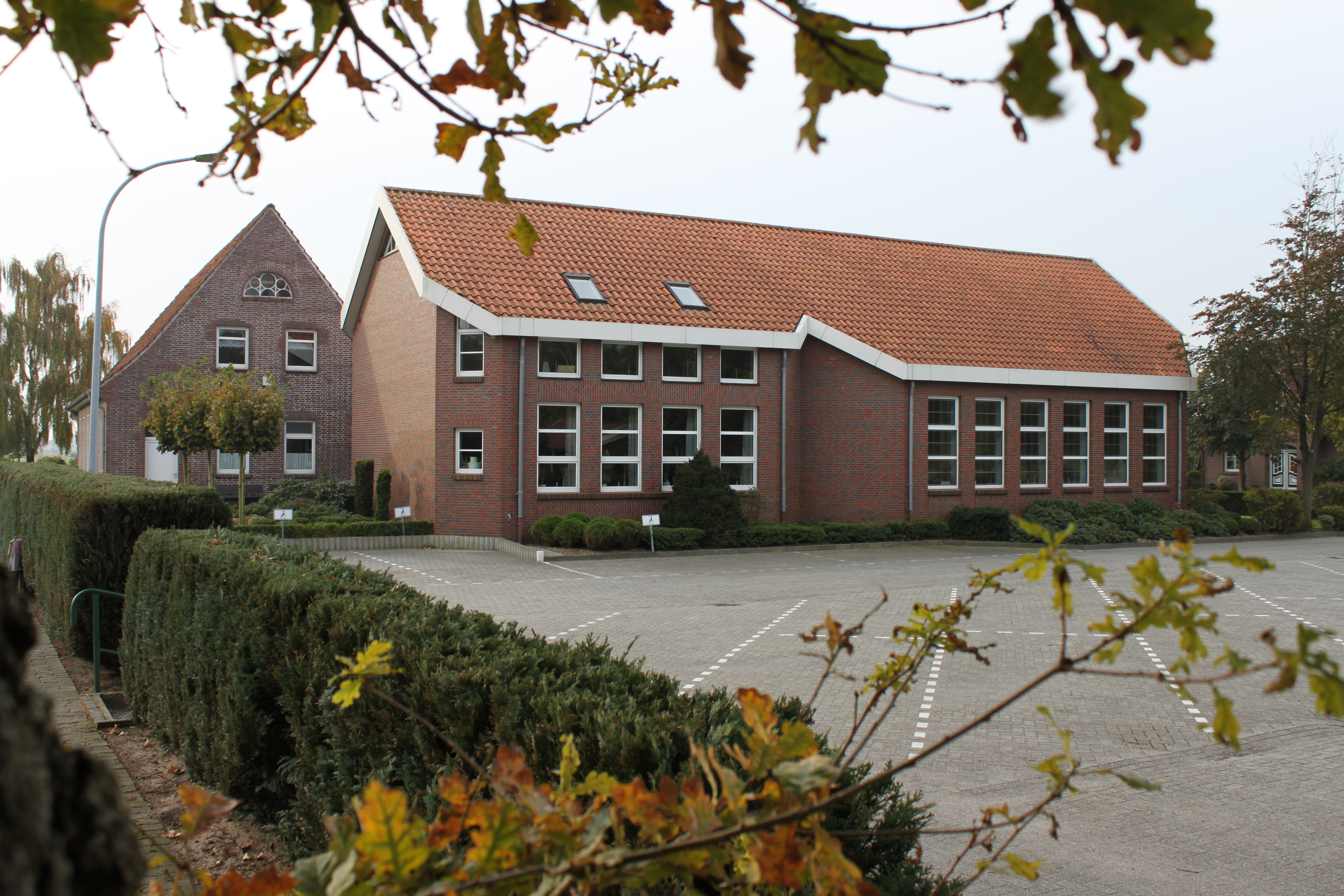
Neue Baptistenkapelle (1989)

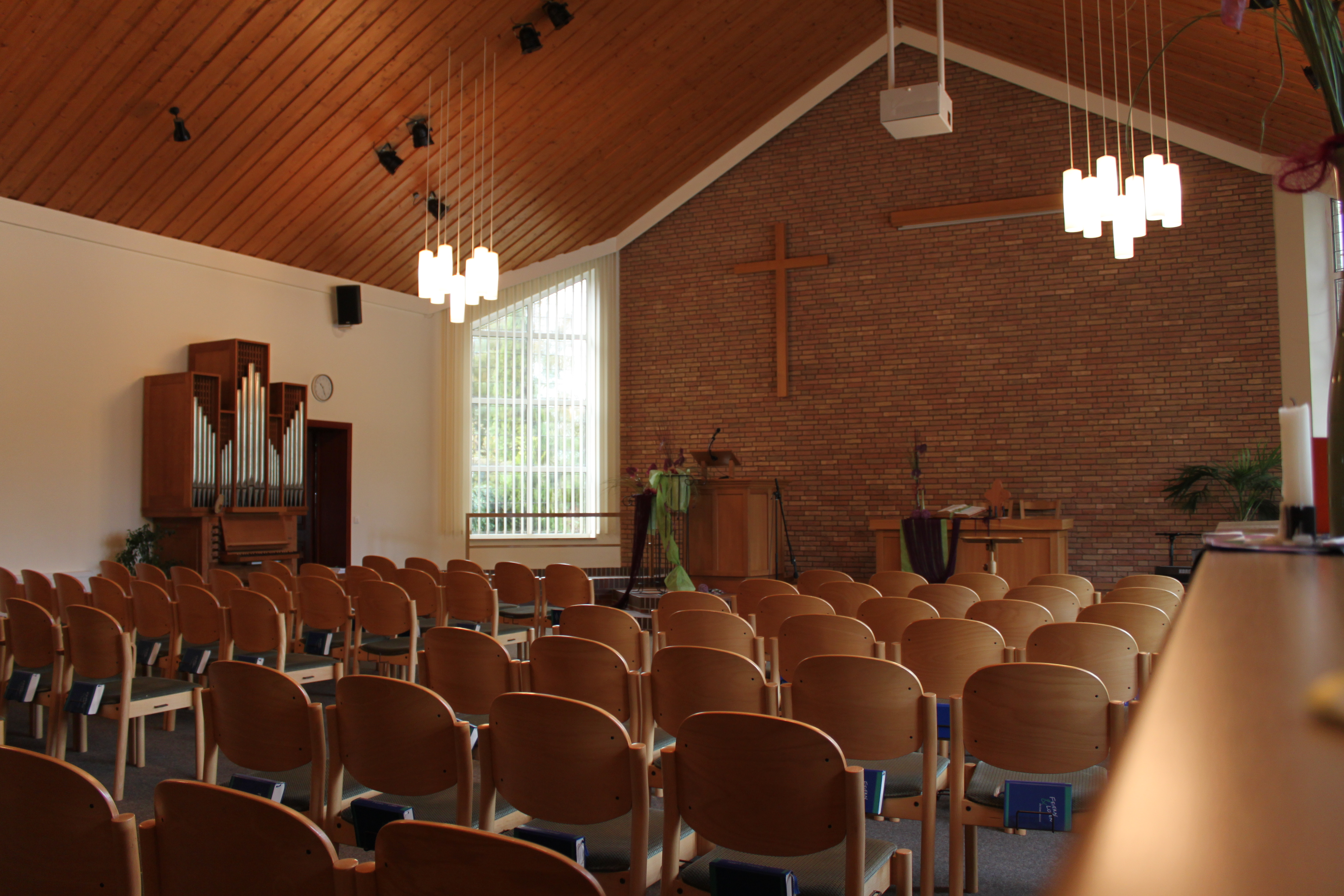
Inneres der neuen Kapelle

Die Evangelisch-Freikirchliche Baptistenkapelle Firrel steht im gleichnamigen Ortsteil der ostfriesischen Gemeinde Hesel. Sie wurde im Jahr 1936 errichtet und 1989 durch einen Neubau erweitert.

## Geschichte
Die Anfänge der Baptistengemeinde in Firrel gehen auf die missionarische Tätigkeit von Baptisten aus Ihren zurück, die als Muttergemeinde aller älteren ostfriesischen Baptistengemeinden gilt. Im Jahr 1855 zogen baptistische Familien in die Nachbarorte Schwerinsdorf und Poghausen. Nach ersten Taufen ab 1856 in Schwerinsdorf wurde 1865 die Station Schwerinsdorf/Neudorf und 1873 die eigenständige Gemeinde getaufter Christen in Neudorf gegründet. In den Folgejahren verlagerte sich die Gemeindearbeit nach Firrel. Hier kamen 1877 die ersten Personen durch die Taufe zur Gemeinde. Damit wurde Firrel ein neuer Schwerpunkt der Gemeindearbeit. 1896 wurde hier die erste Kapelle – und damit das erste Gotteshaus in diesem Dorf – errichtet. Nach dem Bau der ersten Firreler Kapelle erfolgte auch eine Namensänderung. Aus der Gemeinde getaufter Christen in Neudorf wurde die Baptistengemeinde Firrel.
1936 wurde die erste Kapelle abgerissen, um einem größeren Nachfolgebau Platz zu machen. Es entstand an ihrer Stelle ein schlichter Backsteinbau mit kleinen Fenstern, dessen einziger Schmuck ein in die Giebelfront eingelassenes Kreuz bildete (siehe Bild). 1962 folgte ein kleinerer separater Bau, in dem neben Sanitäranlagen auch eine Küche Platz fand. 1989 wurde hinter der zweiten Firreler Baptistenkapelle ein neues Gemeindezentrum errichtet und mit dem Altbau von 1936 harmonisch verbunden. Neben einem Kirchsaal, dem bei Bedarf ein weiterer Raum zugeschaltet werden kann, verfügt die neue Kirche über zahlreiche Gruppenräume und über ein großzügig angelegtes Foyer. Das alte Kapellengebäude dient heute als Gemeinschaftsraum, in dem unter anderen Gemeinde- und Familienfeiern stattfinden. Der neue Versammlungsraum wird von einer Holzdecke abgeschlossen und ist schlicht gestaltet. An Ausstattungsgegenständen finden sich eine hölzerne Kanzel und ein Abendmahlstisch. Zudem besitzt die Gemeinde eine kleine Orgel des niederländischen Orgelbauers von Hendrik Jan Vierdag aus dem Jahr 1971, die fünf Register auf einem Manual und angehängtem Pedal aufweist. Auf dem Gelände der Firreler Baptistenkapelle befinden sich neben einem großen Parkplatz auch ein Spielplatz und eine Grillhütte.
1932 wurde in Remels eine Filialkapelle gebaut, der 1975 ein neues Gebäude folgte. Nachdem die Gottesdienste in Firrel während eines Zeitraums von über 90 Jahren von nebenberuflichen Predigern („Theologen im Bauernrock“) geleitet wurden, erhielt die Gemeinde Firrel 1958 ihren ersten hauptberuflichen Pastor. 1985 wurden der Evangelisch-Freikirchlichen Gemeinde Firrel-Remels vom niedersächsischen Kultusministerium die Rechte einer Körperschaft des öffentlichen Rechts verliehen. 2004 verselbständigten sich die beiden Gemeindeteile. Die Körperschaftsrechte gingen dabei sowohl auf die Gemeinde in Firrel als auch auf die Gemeinde in Remels über. 180 getaufte Mitglieder gehörten 2010 zur Firreler Gemeinde.
Die Baptistengemeinde Firrel gehört zum Evangelisch-Freikirchlichen Landesverband Baptisten im Nordwesten und innerhalb des Landesverbandes zur regionalen Arbeitsgemeinschaft Ems-Jade-Mission.